# 슈퍼키즈
《슈퍼키즈》는 2015년부터 2016년까지 독일에서 방송된 오디션 프로그램이다.